# Keith Lee
Keith Lee (* 8. November 1984 in Wichita Falls, Texas, USA) ist ein US-amerikanischer Wrestler, der derzeit bei All Elite Wrestling unter Vertrag steht. Sein bislang größter Erfolg war der Erhalt der NXT Championship und der NXT North American Championship bei WWE.

## Wrestling-Karriere

### Ring of Honor (2015–2017)
Im Jahr 2015 begann Lee zusammen mit Shane Taylor, bei Ring of Honor anzutreten und sie nannten sich „Pretty Boy Killers“ (PBK).
Am 27. August 2016 nahm PBK während des PPVs Field of Honor an einem Gauntlet-Tag-Team-Match für die ROH World Tag Team Championship teil, dieses Match konnten sie jedoch nicht gewinnen. Bei All Star Extravaganza VIII kämpfte PBK in einem Four Corner Survival-Match gegen The All Night Express, War Machine und das Team von Colt Cabana und Dalton Castle, um den Nummer Eins Herausforderer für die ROH World Tag Team Championship zu ermitteln. Im Januar 2017 gab Taylor bekannt, dass er seinen ersten Vertrag bei Ring of Honor unterschrieben hatte. Bei einer Show am 14. Januar in Atlanta geriet PBK in eine Fehde mit den Briscoe Brothers, als Lee und Taylor sie angriffen und Jay Briscoe durch einen Tisch beförderten. Überraschenderweise gab Lee am nächsten Tag bekannt, dass er ROH verlassen würde. Am 3. Februar 2017 standen sie den Briscoes gegenüber, wo das Match ohne Ergebnis endete. Dies war Lees letzter Auftritt für ROH.

### Evolve (2017–2018)
Lee unterschrieb im Januar 2017 bei Evolve und gab sein Debüt bei Evolve 76, wobei er gegen Chris Hero verlor. Er kehrte am 24. Februar bei Evolve 78 zurück und besiegte Zack Sabre Junior. In der folgenden Nacht, bei Evolve 79, besiegte er Tracy Williams. Lee erhielt seine Titelchance bei Evolve 87 am 25. Juni, als er Matt Riddle erfolglos für die WWN Championship herausforderte. Am 14. Oktober, bei Evolve 94, besiegte Lee Riddle, um die WWN Championship zu gewinnen. Am 6. April 2018 verlor er bei Evolve 103 den Titel an Austin Theory.

### Pro Wrestling Guerrilla (2017–2018)
Lee gab sein Pro Wrestling Guerrilla (PWG) Debüt am 18. März 2017 beim Nice Boys-Event und trat in einem Triple Threat Match gegen Brian Cage und Sami Callihan an, dieses konnte er jedoch nicht gewinnen. Beim Game Over Man Event verlor er gegen Jeff Cobb. Am 19. Mai bei dem Event Head Like A Cole gewann er sein erstes Match bei PWG und besiegte Trevor Lee. Anschließend besiegte er Lio Rush und Trent am 7. Juli bei dem Event Pushin Forward Back. Im September erreichte Lee das Finale des Turniers von Los Angeles 2017, wo er jedoch von Ricochet besiegt wurde. Lees Kampf im Viertel Finale gegen Donovan Dijak wurde von Dave Meltzer mit fünf Sternen bewertet. Bei dem Event Time Is a Flat Circle am 23. März 2018 besiegte Lee Chuck Taylor und wurde PWG World Champion. Am 21. April bei dem All Star Weekend 14 verlor Lee den Titel in einem Triple Threat Match an Walter, an diesem war auch Jonah Rock beteiligt.

### WWE (2018–2021)
Bevor Lee offiziell bei WWE unterschrieb, trat er 2009 im WWE Fernsehen in einem Segment auf, in dem Triple H, Vince McMahon und Shane McMahon gegen The Legacy Randy Orton, Cody Rhodes und Ted DiBiase antraten. Lee war Teil des Sicherheitsteams, um zu verhindern, dass die Familie McMahon The Legacy angreift.
Am 5. April 2018, während des WrestleMania Axxess-Wochenendes, trat Lee für NXT auf und besiegte Kassius Ohno. Am 1. Mai 2018 wurde bekannt gegeben, dass Lee einen Vertrag bei der WWE unterzeichnet hatte. In der NXT-Folge vom 8. August 2018 gab Lee sein In-Ring-Debüt und besiegte Marcel Barthel. In der NXT-Folge vom 26. September 2018 wurde eine Auseinandersetzung zwischen Lee und Kona Reeves gezeigt. Die beiden hatten zwei Wochen später ein Match, aus dem Lee siegreich hervorging. Am 7. März 2019 erlitt Lee eine unbekannte Verletzung. Die Verletzung führte zu einem vorzeitigen Ende seiner geplanten Fehde mit Dominik Dijakovic, dem er in den nächsten zwei Monaten gegenüberstehen sollte. Lee kehrte am 18. April 2019 bei einer Houseshow zurück.
In der SmackDown-Folge vom 1. November 2019 waren Lee und Matt Riddle zwei der vielen NXT-Wrestler, die in die Show eindrangen und Sami Zayn konfrontierten und letztendlich angriffen. Später in dieser Nacht schloss sich Lee Triple H und dem Rest des NXT Rosters an, als sie Raw und SmackDown den Krieg erklärten und schworen, den Rosterkrieg bei der Survivor Series 2019 zu gewinnen. Bei der Veranstaltung war Lee der letzte Survivor des Teams, wo er letztendlich von Roman Reigns gepinnt wurde und Team SmackDown den Sieg erringen konnte.
In der NXT-Folge vom 8. Januar 2020 besiegte Lee in einem Fatal Four Way Match Cameron Grimes, Damian Priest und Dominik Dijakovic um der neue Herausforderer der NXT North American Championship zu werden. Am 22. Januar 2020 gewann er den Titel von Roderick Strong. Lee nahm am Royal Rumble Match 2020 mit Startnummer 13 teil, jedoch wurde er vom damaligen WWE Champion Brock Lesnar eliminiert. Am 8. Juli 2020 gewann er bei der NXT The Great American Bash Ausgabe den NXT Championship. Hierfür besiegte er Adam Cole. Damit beendete er Coles Regentschaft von 403 Tagen und wurde zum Doppelchampion. Er war der Erste, der beide Titel des NXT Rosters gleichzeitig halten konnte. Er gab den NXT North American Championship am 22. Juli 2020 nach einer Regentschaft von 182 Tagen ab, da er den NXT Championship gewann. Die Regentschaft hielt 45 Tage und verlor den Titel am 22. August 2020 bei TakeOver: XXX an Karrion Kross.
Am 24. August feierte er sein Main Roster Debüt bei Raw. Sein erstes Match im Main Roster bestritt er am 30. August 2020 gegen Randy Orton, dieses Match gewann er. Am 28. Dezember 2020 gewann er ein #1 Contenders Match gegen Sheamus, mit diesem Sieg erhielt er ein Match um die WWE Championship gegen Drew McIntyre. Das Match um den Titel, fand am 4. Januar 2021 statt, den Titel konnte er sich jedoch nicht sichern.
Am 19. Juli 2021 kehrte er in die Shows zurück. Er bestritt ein Match gegen Bobby Lashley, welches er jedoch verlor. Am 4. November 2021 wurde er von WWE entlassen.

### All Elite Wrestling (seit 2022)
Am 9. Februar 2022 debütierte Keith Lee bei AEW Dynamite bei All Elite Wrestling, wo er in einem Qualifyingmatch für das Face of the Revolution Laddermatch beim darauffolgenden PPV Revolution Isiah Kassidy besiegte. Kurz darauf bildete er mit Swerve Strickland das Tag Team Swerve in our Glory. Am 13. Juli 2022 gewannen sie bei AEW Dynamite die AEW World Tag Team Championship gegen The Young Bucks.

## Titel und Auszeichnungen
- All Elite Wrestling
  - AEW World Tag Team Championship mit Swerve Strickland (1×)

- Inspire Pro Wrestling
  - Inspire Pro Pure Prestige Championship (1×)

- North American Wrestling Allegiance
  - NAWA Tag Team Championship (1×) mit Li Fang

- Pro Wrestling Guerrilla
  - PWG World Championship (1×)

- VIP Wrestling
  - VIP Heavyweight Championship (1×)
  - VIP Tag Team Championship (1×) mit Shane Taylor

- WWE
  - NXT Championship (1×)
  - NXT North American Championship (1×)
  - NXT Year-End Award für Breakout Star of the Year (2019)

- WWNLive
  - WWN Championship (1×)

- Xtreme Championship Wrestling
  - XCW Heavyweight Championship (1×)
  - XCW TNT Championship (1×)

- Pro Wrestling Illustrated
  - Nummer 59 der Top 500 Wrestler in der PWI 500 im Jahr 2018
  - Nummer 11 der Top 500 Wrestler in der PWI 500 im Jahr 2020

- Sports Illustrated
  - Nummer 10 der 10 Besten männlichen Wrestlern im Jahr 2017